# Штаб-квартира северных районов Вооружённых сил Канады «Уайтхорс»
Штаб-квартира северных районов Вооружённых сил Канады «Уайтхорс» (англ. Canadian Forces Northern Area Headquarters Whitehorse, CNFA HQ) — бывшее подразделение Вооружённых сил Канады, расположенное примерно в 24 км к югу от Уайтхорса, Юкон.

## История
Канадские военные действовали в Юконе со времён добровольческих Полевых войск Юкона, созданных Непостоянным активным ополчением в 1898 году, чтобы помочь Северо-Западной конной полиции поддерживать закон и порядок во время Клондайкской золотой лихорадки.
С созданием Аляскинской трассы через регион в 1942 году Уайтхорс превратился в важный региональный центр связи и транспорта.
Штаб канадских вооружённых сил в северном районе Уайтхорса был создан 15 мая 1970 года как штаб-квартира канадских вооружённых сил в северной части в Йеллоунайфе и Уайтхорсе для оказания помощи и поддержания суверенитета к северу от 60-й параллели и поддержки операций CF на севере. Вновь сформированные канадские войска установили постоянное военное присутствие в этом районе с формированием отряда Северного района на базе близ Уайтхорса, а также ещё одного в Йеллоунайфе и Северо-Западных территориях. Зона ответственности штаб-квартиры составила почти 4 млн км² (40 % территории Канады).
Штаб-квартира была расформирована в 2006 году, её место заняли Объединённые силы севера (англ. Joint Task Force North).
Этот штаб часто используется для обучения курсантов в летние месяцы.